# Xyphinus abanghamidi
Xyphinus abanghamidi là một loài nhện trong họ Oonopidae.
Loài này thuộc chi Xyphinus. Xyphinus abanghamidi được Christa Deeleman-Reinhold miêu tả năm 1987.